# Alphonse Marchegay
Alphonse Marchegay (1840-1895) est un ingénieur civil français issu de l'École polytechnique et de l'École des mines de Paris qui a apporté à Lyon ses qualités scientifiques.

## Biographie
Félix Émile Alphonse Marchegay est né à Sainte-Hermine en Vendée le 7 juillet 1840 dans une famille de scientifiques. Son père, Émile Marchegay, inspecteur général des ponts et chaussées, a étudié à l'École polytechnique, de même que son grand-père, Félix Marchegay de Lousigny, comme également ses frère, fils et neveu.
Il fait ses études dans les lycées de La Rochelle, Nantes et Paris, où son père est affecté. En 1860, il intègre l'École polytechnique puis choisit comme école d'application l'École des mines de Paris dont il est diplômé ingénieur cinq ans plus tard. Une de ses premières missions est un poste d'attaché aux services de l'Exposition universelle de 1867. 
Il revient à La Rochelle où il est successivement nommé membre de la commission des bateaux à vapeur et de divers jurys d'expositions et concours régionaux. Au début de la guerre de 1870, Marchegay est nommé capitaine d'artillerie et envoyé à Lyon, chargé de l'armement des forts de Caluire-et-Cuire. Au 1er janvier 1871, il est nommé à l'état-major du 24e corps d'armée, et quitte Lyon pour l'Est. Il supervise la reconstruction du chemin de fer du Jura, de Mouchard à Lons-le-Saulnier, pour assurer les approvisionnements. À la fin de la guerre, il retourne à Lyon et épouse Yvonne de Veyssière qu'il avait rencontrée lors de son séjour dans cette ville et reprend une activité d'ingénieur civil indépendant.
Ses qualités l'amènent à fréquenter les sociétés savantes locales. Il est successivement trésorier de la société d'agriculture, président de la société des sciences industrielles  e s'attache à la Ssoiété des Tturistes lyonnais, qu'il préside pendant dix ans. Il consacre une partie de son temps à l'Union des femmes de France dont il devient  résorier, en 1883 fonction qu'il occupera jusqu'à son décès. En 1879, la publication d'un de ses ouvrages scientifiques, un Essai théorique sur le véhicule bicycle, connaît un certain retentissement.
En 1880, il est chargé d'installer le réseau téléphonique de la ville de Lyon et d'en organiser le service. Il siège au conseil d'hygiène et de salubrité du département du Rhône en qualité d'ingénieur-conseil et offre ses services scientifiques pour la réalisation des abattoirs de la ville, de l'éclairage électrique des théâtres et de la nouvelle préfecture, de la station centrale de chauffage et d'électricité de l'École du service de santé, du chauffage de l'hôtel-de-ville et du service de la buanderie de l'asile de Bron.
Il entre au comité d'organisation de la première exposition internationale de Lyon de 1894 et est récompensé par la croix de chevalier de la Légion d'honneur et par sa nomination d'administrateur de la Compagnie du gaz de Lyon juste avant son décès, le 25 juin 1895 à La Mulatière.